# 薩爾瓦西翁
薩爾瓦西翁（西班牙語：Salvación），是秘魯的城鎮，位於該國東南部馬德雷德迪奧斯大區，是馬努省的首府，該省面積27,835平方公里，人口密度每平方公里0.62人，該城鎮海拔高度550米，
12°50′10″S 71°21′40″W / 12.83611°S 71.36111°W